# Michael Frolík
Michael Frolík (* 17. února 1988 Kladno) je český profesionální hokejový útočník.

## Hráčská kariéra
Frolík k prvnímu extraligovému zápasu nastoupil v sezóně 2004/05 za HC Rabat Kladno. V roce 2006 byl vybrán na celkové 10. pozici při draftu NHL týmem Florida Panthers. Od sezóny 2006/07 nastupoval v Rimouski Océanic, který hraje Quebec Major Junior Hockey League. V květnu 2008 podepsal s Floridou tříletý kontrakt. Ve své první sezóně 2008/09 nasbíral v NHL 45 bodů (21 branek a 24 asistencí) v 79 zápasech. V této sezóně byl nominován na YoungStar Game v Montrealu, což je utkání nováčků proti hokejistům, kteří už jsou v NHL druhou sezónu. V sezóně 2010/11 byl 9. února Frolík spolu s brankářem Alexandrem Salákem vyměněn z Panthers do Chicago Blackhawks za Jacka Skillea, Hugha Jessimana a Davida Pacana. Svůj první gól za Chicago Blackhawks vstřelil 2. března 2011 proti Calgary Flames. Dne 24. dubna 2011 vstřelil Frolík vůbec první nájezd v playoff v historii Chicago Blackhawks proti Corymu Schneiderovi z Vancouver Canucks v 6. zápase playoff Západní konference. Dne 15. července 2011 podepsal Frolík tříletou smlouvu s Blackhawks. Ve zkrácené sezóně 2012/2013 získal s Blackhawks ve finále proti Bostonu Bruins Stanley Cup.
Dne 30. června 2013 byl vyměněn představiteli Blackhawks do Winnipegu Jets za volby ve 3. (74. příčka – John Hayden) a 5. kole (134. příčka – Luke Johnson) v draftu 2013.
Hned v úvodním zápase sezóny 2013/2014 vstřelil proti Edmonton Oilers dva góly. Po hubenějších letech co do produktivity, které strávil v Chicagu, zaznamenal za Winnipeg v sezóně 15 gólů a celkem 42 kanadských bodů.
Dne 1. července 2015, během otevření trhu s volnými hráči, přestoupil jakožto volný hráč do kanadského týmu Calgary Flames, kde podepsal smlouvu na 5 let, za které si měl přijít na celkových 21,5 milionu dolarů. Na počátku roku 2020 byl vyměněn za volbu ve čtvrtém kole draftu do amerického klubu Buffalo Sabres. Koncem roku 2020 podepsal jako nechráněný volný hráč roční smlouvu s Montrealem Canadiens. V létě 2021 se připravoval se St. Louis Blues, za něž absolvoval přípravné zápasy, ale nabídku na smlouvu nedostal. Dne 15. října 2021 podepsal roční kontrakt se švýcarským klubem HC Lausanne, čímž po 13 letech opustil NHL. Dne 21. července 2022 podepsal smlouvu s českým extraligovým klubem Bílí Tygři Liberec, ve kterém strávil jednu sezónu. Dne 26. července 2023 podepsal smlouvu se svým mateřským extraligovým klubem Rytíři Kladno, do kterého se vrátil po 17 letech.

## Soukromý život
Je také členem týmu Real TOP Praha, v jehož dresu se zúčastňuje charitativních zápasů a akcí.
S partnerkou Dianou Kobzanovou má tři dcery, Ellu, Lily a Nelly Frolíkovy.

## Ocenění a úspěchy
- 2006 ČHL-20 - Nejlepší nahrávač v playoff
- 2007 QMJHL - All-Star Tým
- 2007 QMJHL - Nováček měsíce ledna 2007
- 2007 MSJ - Top tří hráčů v týmu
- 2008 MSJ - Top tří hráčů v týmu
- 2009 NHL - YoungStars Roster
- 2019 MSJ - Top tří hráčů v týmu

## Prvenství

### ČHL
- Debut - 17. září 2004 (HC Energie Karlovy Vary proti HC Rabat Kladno)
- První asistence - 21. září 2004 (HC Oceláři Třinec proti HC Rabat Kladno)
- První gól - 20. ledna 2005 (HC Dukla Jihlava proti HC Rabat Kladno, lotyšskému brankáři Edgars Masaļskis)
- První hattrick - 19. října 2012 (HC Verva Litvínov proti Piráti Chomutov)

### NHL
- Debut - 11. října 2008 (Florida Panthers proti Atlanta Thrashers)
- První asistence - 9. listopadu 2008 (Anaheim Ducks proti Florida Panthers)
- První gól - 20. listopadu 2008 (New Jersey Devils proti Florida Panthers, americkému brankáři Scott Clemmensen)
- První hattrick - 31. října 2015 (Edmonton Oilers proti Calgary Flames)

## Klubová statistika
| Sezóna       | Klub               | Soutěž       |     | Základní část | Základní část | Základní část | Základní část | Základní část |   | Play off | Play off | Play off | Play off | Play off |
| Sezóna       | Klub               | Soutěž       | Z   | G             | A             | B             | TM            | Z             | G | A        | B        | TM       |          |          |
| 2004/05      | HC Rabat Kladno    | ČHL          | 27  | 3             | 1             | 4             | 6             | 1             | 0 | 0        | 0        | 0        |          |          |
| 2005/06      | HC Rabat Kladno    | ČHL          | 48  | 2             | 7             | 9             | 32            | —             | — | —        | —        | —        |          |          |
| 2006/07      | Rimouski Océanic   | QMJHL        | 52  | 31            | 42            | 73            | 40            | —             | — | —        | —        | —        |          |          |
| 2007/08      | Rimouski Océanic   | QMJHL        | 45  | 24            | 41            | 65            | 22            | 9             | 2 | 4        | 6        | 12       |          |          |
| 2008/09      | Florida Panthers   | NHL          | 79  | 21            | 24            | 45            | 22            | —             | — | —        | —        | —        |          |          |
| 2009/10      | Florida Panthers   | NHL          | 82  | 21            | 22            | 43            | 43            | —             | — | —        | —        | —        |          |          |
| 2010/11      | Florida Panthers   | NHL          | 52  | 8             | 21            | 29            | 16            | —             | — | —        | —        | —        |          |          |
| 2010/11      | Chicago Blackhawks | NHL          | 28  | 3             | 6             | 9             | 14            | 7             | 2 | 3        | 5        | 2        |          |          |
| 2011/12      | Chicago Blackhawks | NHL          | 63  | 5             | 10            | 15            | 22            | 4             | 2 | 1        | 3        | 0        |          |          |
| 2012/13      | Piráti Chomutov    | ČHL          | 32  | 14            | 10            | 24            | 22            | —             | — | —        | —        | —        |          |          |
| 2012/13      | Chicago Blackhawks | NHL          | 45  | 3             | 7             | 10            | 8             | 23            | 3 | 7        | 10       | 6        |          |          |
| 2013/14      | Winnipeg Jets      | NHL          | 81  | 15            | 27            | 42            | 12            | —             | — | —        | —        | —        |          |          |
| 2014/15      | Winnipeg Jets      | NHL          | 82  | 19            | 23            | 42            | 18            | 4             | 0 | 0        | 0        | 2        |          |          |
| 2015/16      | Calgary Flames     | NHL          | 64  | 15            | 17            | 32            | 24            | —             | — | —        | —        | —        |          |          |
| 2016/17      | Calgary Flames     | NHL          | 82  | 17            | 27            | 44            | 58            | 4             | 0 | 1        | 1        | 0        |          |          |
| 2017/18      | Calgary Flames     | NHL          | 70  | 10            | 15            | 25            | 26            | —             | — | —        | —        | —        |          |          |
| 2018/19      | Calgary Flames     | NHL          | 65  | 16            | 18            | 34            | 26            | 5             | 0 | 0        | 0        | 2        |          |          |
| 2019/20      | Calgary Flames     | NHL          | 38  | 5             | 5             | 10            | 24            | —             | — | —        | —        | —        |          |          |
| 2019/20      | Buffalo Sabres     | NHL          | 19  | 1             | 3             | 4             | 4             | —             | — | —        | —        | —        |          |          |
| 2020/21      | Montreal Canadiens | NHL          | 8   | 0             | 0             | 0             | 0             | —             | — | —        | —        | —        |          |          |
| 2020/21      | Laval Rocket       | AHL          | 2   | 0             | 0             | 0             | 0             | —             | — | —        | —        | —        |          |          |
| 2021/22      | HC Lausanne        | NLA          | 23  | 7             | 7             | 14            | 25            | —             | — | —        | —        | —        |          |          |
| 2022/23      | Bílí Tygři Liberec | ČHL          | 48  | 10            | 14            | 24            | 28            | 9             | 2 | 1        | 3        | 8        |          |          |
| 2023/24      | Rytíři Kladno      | ČHL          | 34  | 2             | 3             | 5             | 33            | —             | — | —        | —        | —        |          |          |
| Celkem v NHL | Celkem v NHL       | Celkem v NHL | 858 | 159           | 225           | 384           | 317           | 47            | 7 | 12       | 19       | 12       |          |          |
| Celkem v ČHL | Celkem v ČHL       | Celkem v ČHL | 189 | 31            | 35            | 66            | 121           | 10            | 2 | 1        | 3        | 8        |          |          |

## Reprezentace
Michael Frolík je mnohonásobným mládežnickým reprezentantem, účastnil se třech mistrovství světa do 18 let v letech 2004, 2005, 2006 a čtyřech mistrovství světa dvacetiletých v letech 2005, 2006, 2007 a 2008. V seniorské reprezentaci poprvé nastoupil v přípravě před mistrovstvím světa 2009, na které jej však trenér Vladimír Růžička nakonec nenominoval. Na velkém turnaji si tak zahrál až o dva roky později v Bratislavě, kam přicestoval poté, co se svým klubem Chicago Blackhawks vypadl v bojích o Stanley Cup. Na mistrovství vstřelil v 9 zápasech 3 branky a přispěl tak k zisku bronzových medailí.
Hrál i na olympijských hrách 2014, bez brankového zápisu.
| Rok                    | Tým                    | Soutěž                 | Z  | G  | A | B  | TM |
| ---------------------- | ---------------------- | ---------------------- | -- | -- | - | -- | -- |
| 2004                   | Česko 18               | MS-18                  | 2  | 0  | 0 | 0  | 0  |
| 2005                   | Česko 18               | MS-18                  | 7  | 3  | 1 | 4  | 2  |
| 2005                   | Česko 20               | MSJ                    | 7  | 3  | 1 | 4  | 0  |
| 2006                   | Česko 18               | MS-18                  | 7  | 2  | 3 | 5  | 10 |
| 2006                   | Česko 20               | MSJ                    | 6  | 0  | 1 | 1  | 4  |
| 2007                   | Česko 20               | MSJ                    | 6  | 4  | 2 | 6  | 4  |
| 2008                   | Česko 20               | MSJ                    | 6  | 5  | 0 | 5  | 14 |
| 2011                   | Česko                  | MS                     | 9  | 3  | 2 | 5  | 0  |
| 2012                   | Česko                  | MS                     | 10 | 2  | 1 | 3  | 0  |
| 2014                   | Česko                  | OH                     | 5  | 0  | 0 | 0  | 0  |
| 2016                   | Česko                  | SP                     | 3  | 0  | 1 | 1  | 0  |
| 2022                   | Česko                  | OH                     | 2  | 0  | 0 | 0  | 0  |
| Juniorská reprezentace | Juniorská reprezentace | Juniorská reprezentace | 41 | 17 | 8 | 25 | 34 |
| Seniorská reprezentace | Seniorská reprezentace | Seniorská reprezentace | 29 | 5  | 4 | 9  | 0  |